# Borstnålskinn
Borstnålskinn (Tubulicrinis hirtellus) är en svampart som först beskrevs av Bourdot & Galzin, och fick sitt nu gällande namn av J. Erikss. 1958. Borstnålskinn ingår i släktet stiftskinn och familjen Tubulicrinaceae.  Arten är reproducerande i Sverige. Inga underarter finns listade i Catalogue of Life.